# La Rue Ketanou
La Rue Ketanou est un groupe de chanson française et de musique de rue, mêlant musique tzigane, folk, reggae et pop.

## Biographie

### Débuts (1998—2004)
La Rue Ketanou est composé de Mourad Musset, Olivier Leite, et Florent Vintrigner, tous trois issus du Théâtre du Fil, à Savigny-sur-Orge. Ils débutent dans les rues de La Rochelle et de l'île de Ré. C'était un spectacle de rue, mêlant chanson et théâtre, avec une devise « C’est pas nous qui sommes à la rue, c’est la Rue Ketanou ! » Après avoir écumé les rues, les squats puis les bars et les petites salles, ils rencontrent Arnaud Viala et Bibou, membres de Tryo, qui leur proposent de produire l'enregistrement d'un disque, mais aussi d'assurer la première partie de Tryo à l'Olympia et pendant leur tournée.
Le premier album, En attendant les caravanes, sort en janvier 2000. Puis s'ensuivent des concerts, dont un avec Tryo en hiver 2000 à Nancy, et festivals. Le deuxième album, Y'a des cigales dans la fourmilière, paraît en 2002. L'album atteint la 32e place des top albums français.
En 2004, La Rue Ketanou sort un album live, intitulé Ouvert à double tour, qui atteint la 22e place des charts. Après cette sortie et la rumeur d'une éventuelle séparation, le groupe de rue décide de faire une pause ; Florent l'accordéoniste monte son propre projet – le groupe T'inquiète Lazare – accompagné d'un guitariste et d'un contrebassiste, tandis que Mourad Musset et Olivier Leite mettent en place un collectif de musiciens entre amis, Mon côté punk.

### Divers albums et concerts (2005—2019)
Ils participent à la réalisation du premier album de Syrano, un nouveau venu sur la scène française. L'album paru en septembre 2006 contient la chanson Planter des cailloux, qu'ils chantent ensemble et qui apporte leur univers aux sonorités tziganes. Après une absence de concerts de presque deux ans, le trio repart pour une tournée d'une quinzaine de dates, au cours de l'été 2007. Ces concerts sont riches en nouvelles chansons, et lors de leurs prestations, les musiciens répètent régulièrement qu'ils testent ces nouveautés avec l'idée de sortir un nouvel album. Ce nouvel album À contresens sort en février 2009 et renouvelle les sonorités du groupe tout en restant fidèle à leur univers.
Avec l'aide des Musicalarue, La Rue Ketanou est accompagné d'un orchestre lors de sa tournée 2009 : le « Josem » (jeune orchestre symphonique de l'Entre-deux-Mers) pour huit chansons sur trois dates. Il est alors renommé, pour l'occasion, « La Rue Ketanou symphonique ». Le projet donnera lieu à la publication d'un disque enregistré en public. Le 12 juillet 2009, ils clôturent le festival LaSemo, sur la scène en même temps que Les Ogres de Barback et Debout sur le zinc. Le 16 décembre, ils assurent encore une fois la première partie du concert de Tryo à Bercy. Ils reviennent un peu plus tard dans la soirée pour un « bœuf » sur leur titre La Rue Ketanou, dans les travées du POPB.
En 2014, ils sortent l'album Allons voir , qui atteint la 12e place des charts français et la 178e place des charts belges.

### 2020etÀ cru(depuis 2020)
En 2020, le groupe sort un nouvel album intitulé 2020. On y retrouve les membres fondateurs du groupe accompagnés d'un quatrième musicien, Pierre Luquet, à l'accordéon. En 2021, c'est un album live qui sort. Intitulé À cru, il reprend les titres de leurs précédents albums, en incluant 4 titres inédits : Caparica, Papa Ours, Le merci des oiseaux, et Attends. En 2025, ils produisent avec les Ogres de Barback une tournée et un disque intitulé Tout en commun fusionnant les répertoires des deux groupes,.

## Membres
- Florent Vintrigner — accordéon, guitare, harmonica, chant, danse (depuis 1998)
- Olivier Leite — guitare, chant, percussions (depuis 1998)
- Mourad Musset — guitare, chant (depuis 1998)
- Pierre Luquet — accordéon, chant (depuis 2017)

## Galerie

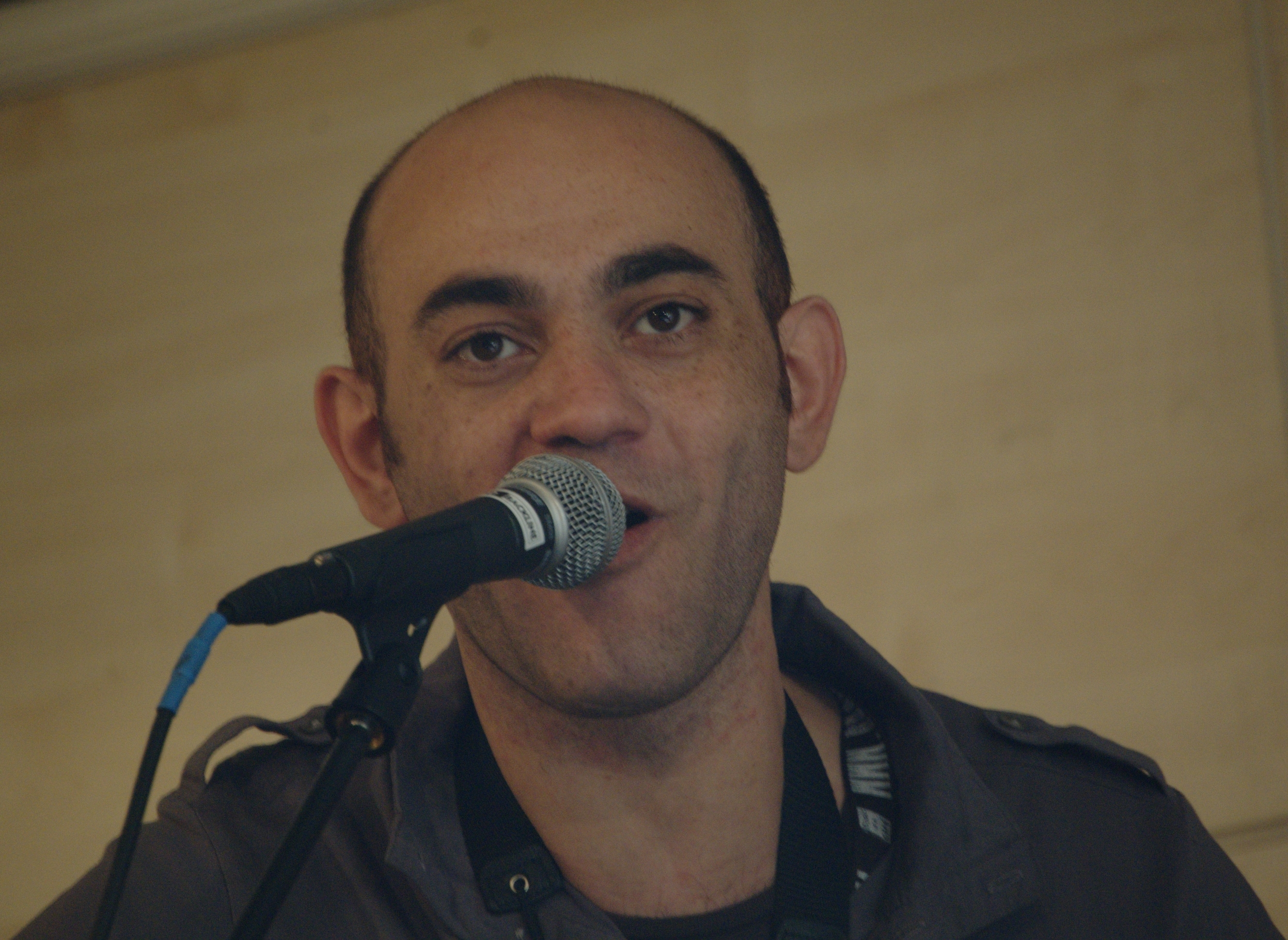
Mourad Musset.
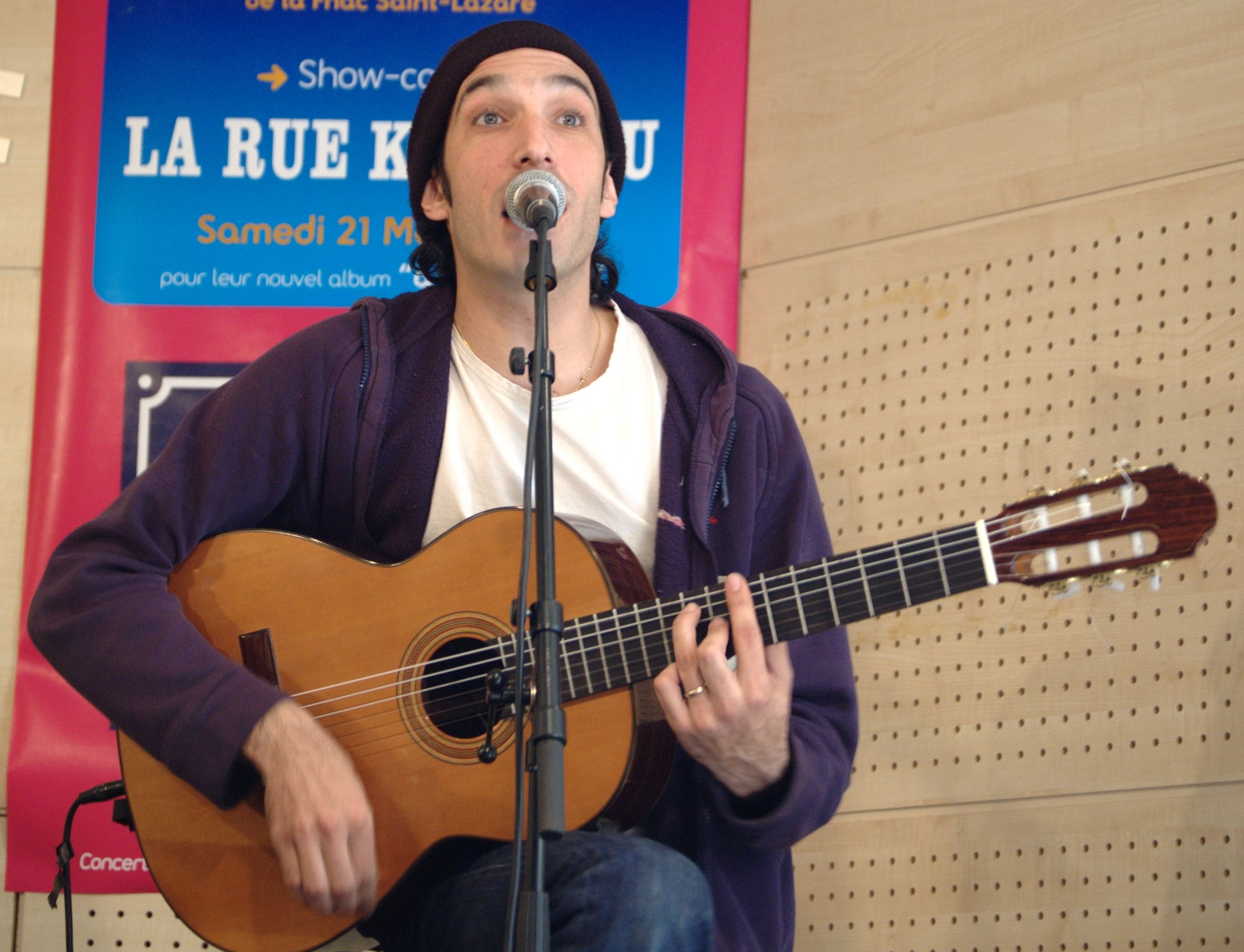
Olivier Leite.
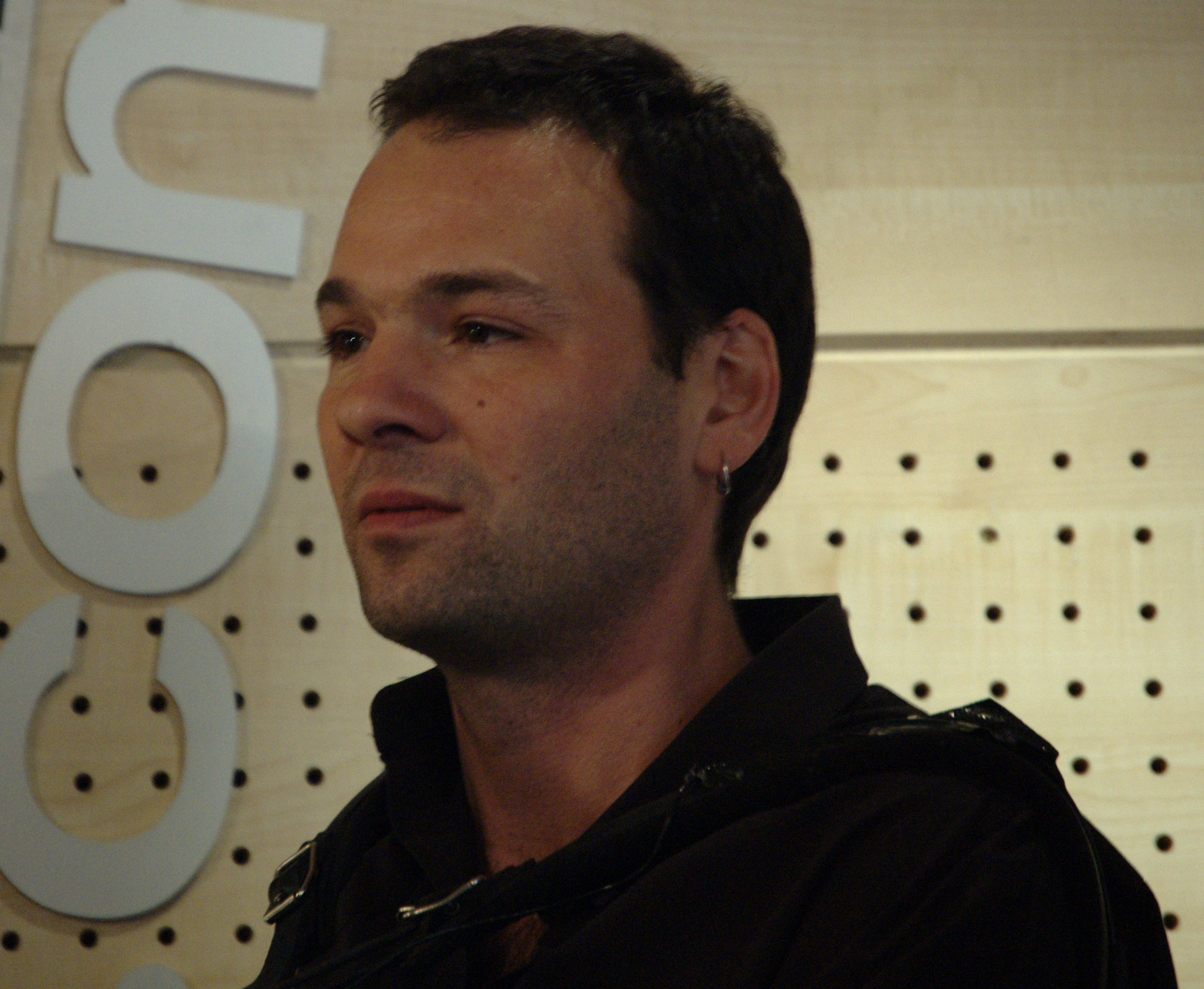
Florent Vintrigner.